# Plesiomma jungens
Plesiomma jungens är en tvåvingeart som beskrevs av Ignaz Rudolph Schiner 1867. Plesiomma jungens ingår i släktet Plesiomma och familjen rovflugor. Inga underarter finns listade i Catalogue of Life.